# Josef Jiří Jelínek
Josef Jiří Jelínek (10. února 1697, Kosmonosy – 23. ledna 1776, Kosmonosy) byl český barokní sochař a řezbář, nejvýznamnější představitel kosmonoské rodinné dílny sochařů a řezbářů. Jeho díla lze nalézt na Mladoboleslavsku a v Českém ráji. Někdy je uváděn jen jako Josef Jelínek.

## Život
Encyklopedické zmínky přímo o Josefu Jelínkovi pocházejí až z období po roce 1900. Dobové zprávy o kosmonoské dílně neexistovaly, o jejich sochařském díle zmínka ani ve Slovníku českých umělců. Ke znovuobjevení kosmonoských sochařů přispěl teprve Oldřich J. Blažíček, který v citované monografii vyzdvihl také specifikum českého barokního sochařství – existenci výtvarně činných rodin. Josef Jiří Jelínek zahájil svou vlastní sochařskou tvorbu v otcově dílně. Jeho otec Václav, který zemřel roku 1713, kdy bylo Josefu Jiřímu 16 let, mu ale nebyl jediným učitelem. Největší vliv určující jeho další umělecký vývoj a profil, na něj měl starší nevlastní bratr Martin.

## Dílo

### Charakteristika jelínkovské dílny
Pro celou kosmonoskou dílnu jsou typické výtvarné kontrasty, které mají původ především v reakcích na tvůrčí výsledky hlavních osobností českého barokního sochařství – Matyáše Bernarda Brauna a Ferdinanda Maxmiliána Brokoffa. Existují spekulace, že se Josef Jelínek školil v Braunově pražské dílně. Tyto úvahy vzbuzuje především stylová příbuznost s kosmonoskou dílnou. Ovšem dílna Jelínků musela vše transponovat z dílny pražské a renomované do prostředí regionálního, takže tvorba kosmonoské dílny musela být mnohem důslednější. Od roku 1676 vycházela z dílny vrcholná díla barokního umění. Dělo se tak po několik desetiletí, kdy vznikaly dřevěné i kamenné sochy a sousoší. Vrcholný tvůrčí rozmach prožívala dílna zřejmě ve 20. – 70. letech 18. století. Byla velmi vyhledávaná, objednávky přicházely nejen z okolí Mladoboleslavska, ale i vzdálenějších měst v okolí Prahy. U časných jelínkovských děl (zhruba do roku 1724) je původ nedoložen. Tato díla nenesou žádnou signaturu ani nejsou známy relevantní archivní dokumenty.
Jedná se například o časnou jelínkovskou práci sousoší archanděla Rafaela provázejícího malého Tóbijáše (1717), Dobrovice. Jelínkovo autorství je předpokládáno na základě srovnání s jinými pozdějšími díly z doby kolem poloviny 20. let 18. století. Z této doby už jsou dochovány písemné zmínky[zdroj?]. V těchto zmínkách je už Josef Jelínek považován za zkušeného sochařského mistra.

### Dílo Josefa Jelínka

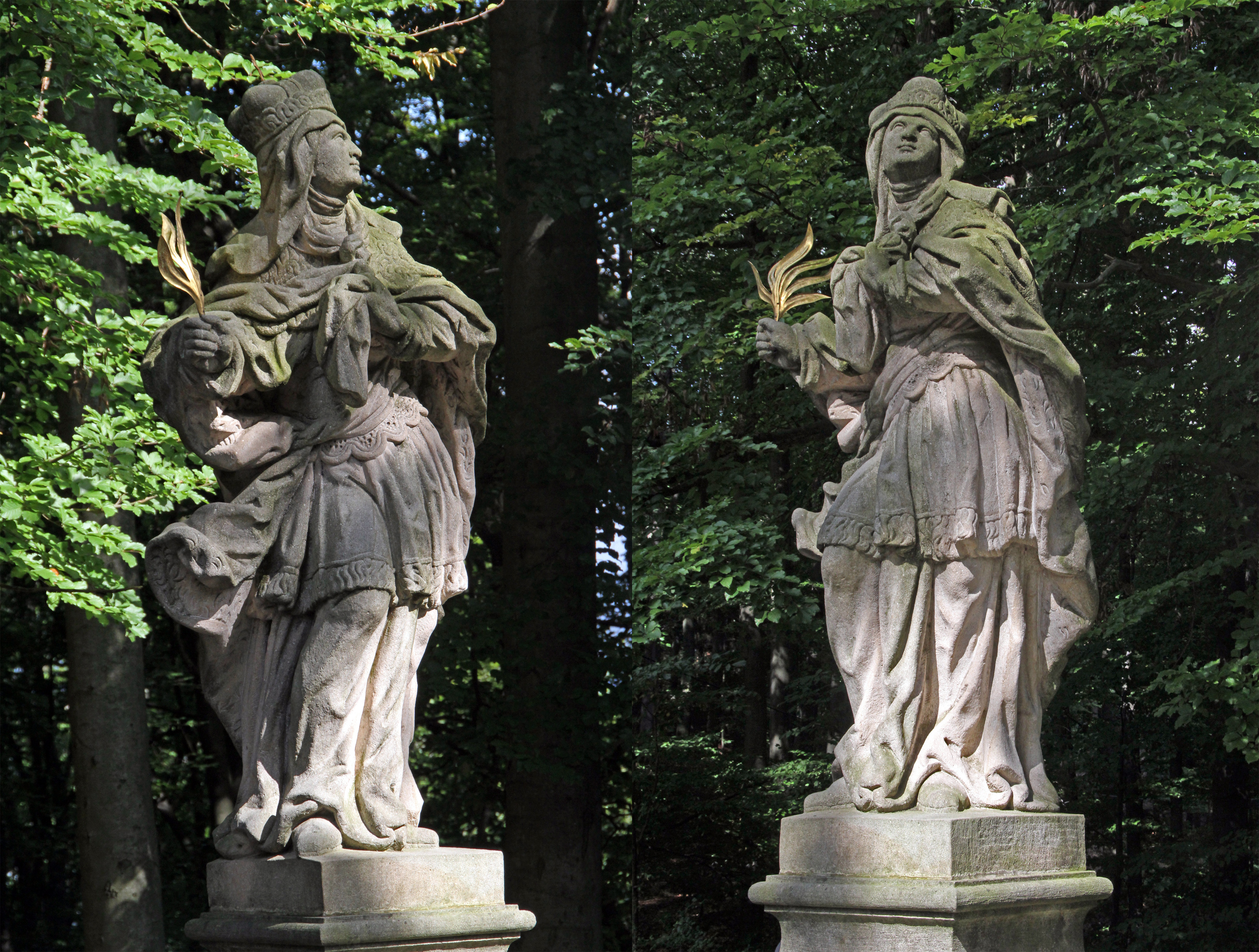
Socha sv. Ludmily na hradu Valdštejn

Josef Jiří Jelínek stavěl své sochy často v prudkých pohybech, sochy mají poměrně robustní těla, která spirálovitě stoupají z úzké základny. Tělo je jemně prohnuté v bocích. Kompozice jsou otevřené, s bohatými členěnými siluetami. Projev Josefa Jiřího Jelínka mnozí srovnávají s uměleckým vyjádřením Matyáše Bernarda Brauna. Ovšem s poukazem na to, že právě Jelínkovy sochy patří nejméně k těm „braunovským“. Jelínek přebíral některé typy kompozic nebo ikonografické typy, ale nikdy se neztotožnil s Braunovým modelačním principem. Jelínkův modelační rytmus je naprosto odlišný. Nenalézal tolik odvahy co Braun, ale zato používal výraznou pohybovou nadsázku, kterou uplatňoval nejvíce v draperiích, stylizacích tvarů a vytvářel až přehnané zřasení látek. Jeho dílo lze kategorizovat do stylu radikálního baroka. Z počátku tvorby stojí za zmínku
- soubor pískovcových soch (skulpturální plejáda) na velkém kamenném mostě hradu Valdštejn:
  - sv. Václav, sv. Vít, sv. Jan Nepomucký, sv. Ivan, sv. Vojtěch a sv. Prokop,
  - a později dodané sv. Ludmila, sv. Josef s Ježíškem, sv. Walburga a sv. Markéta.Socha sv. Floriana, zámek Hrubá Skála

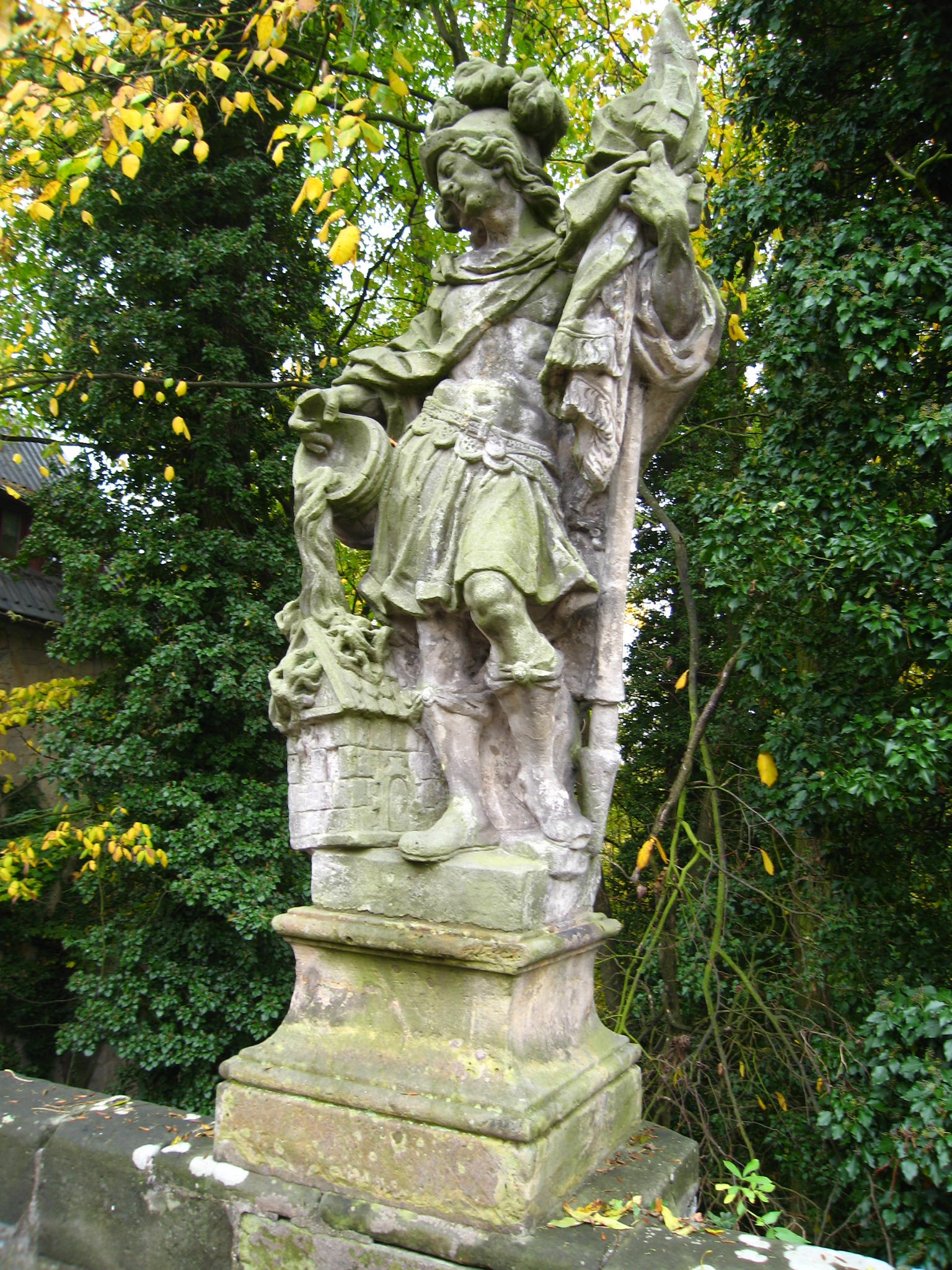
Socha sv. Floriana, zámek Hrubá Skála

Z nich zejména o sv. Markétě lze hovořit jako o uměleckém skvostu, který předjímá další Jelínkův umělecký vývoj.
Za jednu z nejlepších Jelínkových prací je považována skulptura
- sv. Ignác z Loyoly (1740) v Domousnicích

a dřevořezba
- sv. Jana Nepomuckého na hlavním oltáři kaple na Valdštejně.

Typickou ukázkou Jelínkova modelačního přístupu pak jsou
- sochařská výzdoba a dřevořezy hlavního oltáře kostela sv. Václava v Bosni.

Další významnou a charakteristickou etapou Jelínkovy tvorby ve 40. letech 18. století je vytváření svérázné typiky tváří, čímž Jelínek dosahoval expresivnosti. Jelínek budoval osobitě modelované fyziognomie. Nejvíce se tento styl projevil v nadživotních dřevořezbách
- sv. Alžběty, sv. Zachariáše, sv. Petra, sv. Pavla a dvojici andělů v kostele Povýšení sv. Kříže v Kosmonosích.

Tou samou dobu vznikají i sochy
- sv. Vavřinec a sv. Florián na mostě před zámkem v Hrubé Skále.

Tady už lze najít odlišnosti v detailech od soch z Valdštejnu. Sochy mají daleko expresivnější rysy, které dodávají tvářím až portrétní charakter. Pravděpodobně se jedná o rysy donátorů, což byl jev, který provází dílo celé rodiny Jelínků.
Mistrovská díla Jelínka lze také nalézt v Národní galerii v Praze, jedná se o sochu
- sv. Anny a sv. Jáchyma z počátku 40. let 18. století.

Mezi další Jelínkova díla patří např.:
- dřevořezy v chrámu sv. Máří Magdalény v Sobotce,
- oblakový sloup sv. Trojice v Bakově, (1727 – 1729),
- oltář a krucifix ve hřbitovním kostele sv. Barbory v Bakově,
- sv. Jan Nepomucký u Semtinské lípy, (1728).

## Ohlas
Jelínkovu dílu byla věnována rozsáhlá výstava v Národní galerii v Praze v roce 1997.